# Calymmanthium substerile
Calymmanthium substerile F.Ritter è una pianta succulenta della famiglia delle Cactacee, endemica del Perù. È l'unica specie nota del genere Calymmanthium F.Ritter.